# Jerren Nixon
Jerren Nixon (Morvant, Trinidad y Tobago, 25 de junio de 1973) es un exfutbolista de Trinidad y Tobago que jugaba en la posición de delantero.

## Carrera

### Club
| Periodo   | Club                 |
| --------- | -------------------- |
| 1991      | Airport Authority FC |
| 1992-1993 | ECM Motown           |
| 1993-1995 | Dundee United FC     |
| 1995–1999 | FC Zürich            |
| 1999–2000 | Yverdon-Sport FC     |
| 2000–2003 | FC St. Gallen        |
| 2003–2005 | North East Stars     |

### Selección nacional
Jugó para Trinidad y Tobago en 38 ocasiones de 1994 a 2004 y anotó 11 goles; participó en dos ediciones de la Copa de Oro de la Concacaf.

## Logros

### Club
- Scottish Cup: 1993–94
- TT Pro League: 2004

### Individual
- Goleador de la TT Pro League en 2004